# William Cullen (giudice)
William Douglas Cullen, barone Cullen di Whitekirk (18 novembre 1935), è un avvocato e giudice britannico.

## Biografia
William Douglas Cullen è nato il 18 novembre 1935.
È stato educato alla High School di Dunde, all'Università di St. Andrews e all'Università di Edimburgo. Nel 1960 è stato ammesso alla Facoltà degli avvocati e dal 1970 al 1973 è stato consigliere junior presso la dogana e le accise di Sua Maestà. Nel 1973 è entrato nel Queen's Counsel e ha prestato servizio come advocate depute dal 1978 al 1981.
Cullen è stato presidente dei Medical Appeal Tribunals dal 1977 fino alla sua nomina a giudice nel 1986. È stato nominato senatore del Collegio di giustizia, giudice dell'Alta corte di giustizia e della Corte di Sessione. Dal 1988 al 1990 ha condotto l'inchiesta pubblica sul disastro della Piper Alpha e nel 1996 ha presieduto l'inchiesta pubblica sul massacro della scuola di Dunblane. Nell'ottobre del 1999 è stato nominato presidente dell'inchiesta sull'incidente ferroviario di Ladbroke Grove. In seguito è stato Lord Justice Clerk e presidente della seconda divisione della Inner House dal 1997 al 2001 e Lord Justice General e Lord President of the Court of Session dal 2001 al 2005.
Nel marzo del 2002 ha guidato il gruppo di cinque giudici della Corte scozzese nei Paesi Bassi che hanno giudicato colpevole in appello Abd el-Basset Ali al-Megrahi, responsabile dell'attentato al volo Pan Am 103.
Il 15 luglio 2005 ha annunciato la sua intenzione di ritirarsi nel novembre successivo. Il 24 novembre l'esecutivo scozzese ha annunciato che lord Hamilton, membro della Inner House della Court of Session, gli sarebbe succeduto come nuovo Lord Justice General e Lord Presidente della Court of Session.
Nel 2003 è stato creato pari a vita con il titolo di barone Cullen di Whitekirk, di Whitekirk nell'East Lothian. Non appartiene ad alcun partito nella Camera dei lord ed è uno dei cinque lord d'appello aggiuntivi.
Il 25 giugno 2005 è stato eletto presidente della Saltire Society, un'associazione che mira a promuovere la comprensione della cultura e del patrimonio della Scozia, in sostituzione di Stewart Sutherland. Il 30 novembre 2007 è stato nominato cavaliere dell'Ordine del Cardo. Il 2 luglio dell'anno successivo ha ricevuto le insegne dalla regina Elisabetta II durante una cerimonia ad Edimburgo. Il 4 settembre del 2009 è stato anche formalmente installato come cancelliere dell'Università di Abertay di Dundee.
È membro onorario della Royal Academy of Engineering dal 1995. Lo stesso anno ha ricevuto un dottorato onorario dall'Università Heriot-Watt di Edimburgo.
Nel 1997 ha prestato giuramento come membro del Consiglio privato di sua maestà.